# Congrès international du droit des femmes
Der Congrès international du droit des femmes (deutsch Internationaler Kongress der Frauenrechte) fand zwischen dem 25. Juli und 9. August 1878 in Paris, parallel zur Weltausstellung, statt. An dem ersten internationalen Kongress zu Frauenrechten nahmen 600 Personen aus elf Ländern teil. Der Kongress stellte die erste signifikante feministische Aktion in Frankreich dar. Mit ihm entstand ein neuer Grad der internationalen Vernetzung von Frauenrechtlerinnen. Er war prägend für die Internationalisierung der Forderungen nach Frauenrechten im 19. Jahrhundert.

## Vorgeschichte
Die Repression nach der Revolution von 1848 behinderte lange das politische Engagement französischer Frauen. Erst in den 1860er Jahren lockerte sich das Klima. In dieser Zeit war aus Sicht der in der französischen Frauenbewegung Engagierten, darunter führend Léon Richer und Maria Deraismes, Demokratie eine zwingende Voraussetzung für die Gleichberechtigung der Frau. Daraus folgte für sie, in politischen Krisen, wie sie in den 1870er Jahren auftraten, den liberalen Republikanismus zu stützen und feministische Forderungen zurückzustellen. Sie entwickelten die „Politik der Bresche“ («la politique de la brèche»), wonach die „Mauer“ der männlichen Privilegien an ihren schwächsten Punkten angegriffen werden sollte. Die politischen Frauenrechte waren für die «brèchistes» nur ein fernes Wunschziel, dessen Einforderung nur unnötigen Widerstand gegen leichter zu erreichende zivile Reformen provozieren würde.
Die Schweizer Frauenrechtlerin Maria Goegg gründete 1868 zusammen mit der Italienerin Alaide Beccari, der Engländerin Josephine Butler und der Deutschen Rosalia Schönwasser die kurzlebige International Women’s Association.
1869 etablierte Léon Richer, der von Simone de Beauvoir als „wahrer Gründer des Feminismus in Frankreich“ bezeichnet wurde, die politische Zeitschrift Le Droit des femmes. Ein Jahr darauf gründeten Richer und Maria Deraismes die Association pour le droit des femmes. Richer fungierte als Präsident der Vereinigung und Herausgeber der Zeitschrift, aber Deraismes war es, die die Aktivitäten koordinierte und die Zeitschrift am Laufen hielt, auch durch zahlreiche eigene Beiträge. Ihr selbst war als Frau bis 1881 die Herausgabe einer eigenen politischen Zeitschrift verwehrt. Die Behörden und die Konservativen lehnten den Begriff „Recht“ in Titel sowohl von Zeitschrift als auch Association ab, weshalb diese in Association pour l'avenir de la femme (deutsch Vereinigung für die Zukunft der Frau) und L'Avenir des femmes (deutsch Die Zukunft der Frauen) umbenannt wurden. Da befürchtet wurde, dass Wählerinnen konservativ wählen würden und so die Republik gefährden würden, strich die Association die Forderung nach politischen Rechten für die Frau in den 1870er Jahren aus ihrem Programm. Stattdessen forderten sie Gleichberechtigung innerhalb der Ehe, die gleiche Moral für alle, Wiedereinführung der Scheidung, die allmähliche Einführung der Frau in das zivile Leben und gleiche Bildungschancen für Frau und Mann.
L'Avenir des Femmes wurde während des Deutsch-Französischen Kriegs eingestellt und erschien erst wieder ab 1872, allerdings wegen finanzieller Schwierigkeiten nur noch monatlich und 1873 zeitweilig sogar nur alle zwei Monate. Trotzdem entwickelte sich L'Avenir zu einer bedeutenden Zeitung mit einer internationalen Leserschaft. Regelmäßig erschien eine internationale Rubrik, die über die Entwicklung in anderen Ländern informierte und zu den internationalen Kontakten von Richer und Deraismes beitrug. Aus diesem Netzwerk heraus entstand 1873 die Idee eines internationalen Kongresses für Frauenrechte in Paris, der noch im gleichen Jahr im Herbst stattfinden sollte. Doch die instabile politische Lage nach dem Deutsch-Französischen Krieg zwang die Aktiven politisch vorsichtig zu agieren, da sie von den Behörden überwacht wurden. Die Wahl des konservativen Marschalls Patrice de Mac-Mahon zum französischen Präsidenten im Frühjahr 1873 veranlasste die Organisatoren, das Projekt eines internationalen Kongresses zu verschieben.
Im Dezember 1875 wurde die Association pour l'avenir de la femme wegen ihrer republikanischen und antikirchlichen Tendenzen verboten. Erst nach der Krise des 16. Mai 1877 war die republikanische Mehrheit gesichert, doch die Association wurde erst nach dem Frauenrechtekongress wieder offiziell zugelassen. Richer nannte seine Zeitschrift dann wieder in Le droit des femmes um. Außerdem griffen Richer und Deraismes wieder die Idee des internationalen Kongresses auf.

## Vorbereitung des Kongresses

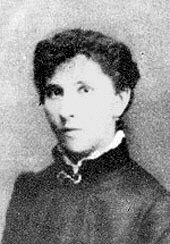
Hubertine Auclert 1890

Es wurde erwartet, dass die Weltausstellung die öffentliche Wahrnehmung des Kongresses fördern würde. Die Koordination und Werbung erfolgte über L'Avenir des Femmes. Im Januar 1878 kündigte Richer den Kongress in der Zeitung an und lud Frauenorganisationen aus Italien, dem Vereinigten Königreich, der Schweiz und den USA explizit ein. Einen Monat später unterstützten bereits mehr als hundert Personen, darunter viele Parlamentarier, das Projekt. Der Kongress wurde von einem 27-köpfigen Initiativkomitee vorbereitet, in dem fünf Länder vertreten waren: neben Frankreich Italien, USA, Schweiz und die Niederlande. Die Planung oblag dem rein französischen Organisationskomitee mit 15 Mitgliedern.
Im Mai kündigte das Organisationskomitee an, dass der Kongress verschoben werden sollte. Die Suche nach passenden Veranstaltungsräumen habe sich als schwierig erwiesen. Außerdem wurde befürchtet, dass der Kongress in der Fülle der parallel zur Weltausstellung stattfindenden Veranstaltungen untergehen würde.
Der Schweizer Frauenrechtlerin Maria Malliani di Travers, die für die italienische feministische Zeitschrift La Donna arbeitete, war es schließlich zu verdanken, dass der Kongress doch noch zustande kam. Sie bot Richer logistische und finanzielle Unterstützung an. Letztendlich übernahm Malliani zwei Drittel der Kosten für die Durchführung des Kongresses und die Veröffentlichung des Kongressberichts. Den Kongress erlebte sie jedoch nicht mehr, da sie am 29. Juni 1878 sich selbst tötete.
Entsprechend der Politik der Bresche klammerten Richer und Deraismes die Forderung nach dem Frauenwahlrecht vom Kongress aus. Sie verweigerten der französischen Frauenrechtlerin Hubertine Auclert, eine Rede mit dieser Forderung während des Kongresses zu halten. Auclert zog sich daraufhin unter Protest aus dem Initiativkomitee zurück. Die Rede, die sie bei dem Kongress nicht halten konnte, veröffentlichte Auclert später.

## Durchführung des Kongresses

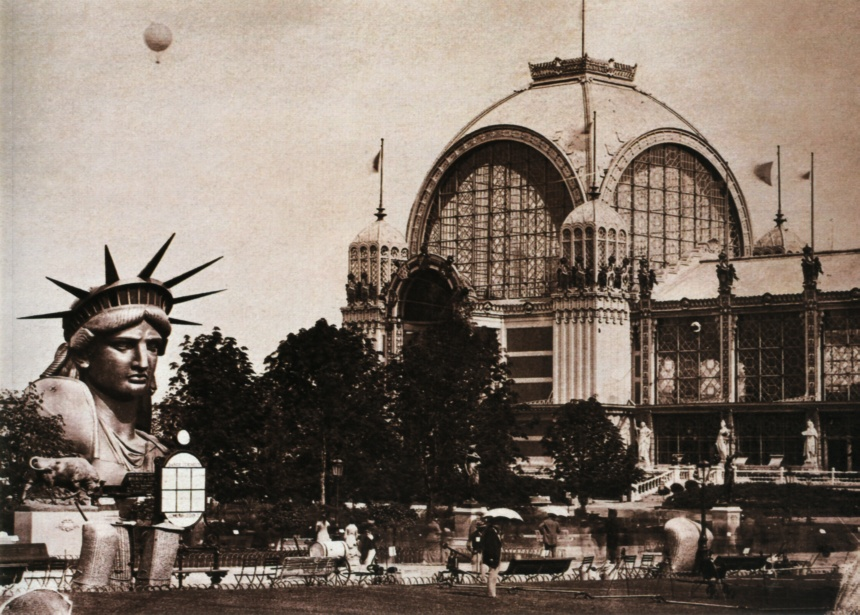
Pariser Weltausstellung 1878: Palais du Champ de Mars und der Kopf der Freiheitsstatue

600 Personen nahmen am Kongress teil, darunter französische Politiker und 219 offizielle Delegierte aus elf Nationen, davon 106 Frauen. Die englische Delegation bestand aus 13 Personen, die amerikanische aus 17, darunter Julia Ward Howe, die als Ehren-Ko-Präsidentin fungierte, sowie Theodore Stanton, der Sohn der Frauenstimmrechtsaktivistin Elizabeth Cady Stanton. Zu den Teilnehmenden gehörten auch Elise van Calcar aus den Niederlanden, Carl und Sophie van Bergen aus Schweden und Teilnehmer aus Brasilien, Russland und Rumänien. Eine deutsche Delegation fehlte. Den deutschen Frauenrechtsorganisationen war die Einladung bewusst zu spät zugesandt worden, um politische Schwierigkeiten zu vermeiden. Die Beziehungen hatten sich nach dem Deutsch-Französischen Krieg noch nicht normalisiert.
Maria Deraismes begrüßte die Kongressteilnehmerinnen und -teilnehmer und gab die unteilbaren Frauenrechte als Ziel aus:

« Ce Congrès a pour objet d'étudier, [...] la question du Droit des Femmes. [...]

Nous n'avons donc rien à dissimuler; nous nous garderions de prendre des synonymes affaiblis, sachant que c'est diminuer les choses que d'en atténuer l'expression.

Le droit es intégral; il ne se fractionne ni ne se divise. »

„Dieser Kongress zielt darauf ab, die [...] Frage der Rechte der Frau zu behandeln. [...]

Wir haben nichts zu verbergen; wir sollten uns davor hüten, weichere Synonyme zu verwenden, wohlwissend, dass dies das abschwächt, was wir zum Ausdruck bringen wollen.

Das Recht ist ein Ganzes; es kann weder beschränkt noch geteilt werden.“

Die Eröffnungsansprache hielt die italienische Frauenrechtlerin Anna Maria Mozzoni. Die Veranstaltung war in fünf Sektionen unterteilt: zu Geschichte, Bildung, Wirtschaft, Sittlichkeit und Recht. Nur ein Viertel der 40 Vortragenden kam aus dem Ausland, darunter jeweils vier aus den USA und dem Vereinigten Königreich und drei aus Italien. Entsprechend den Wünschen Richers stand das Frauenwahlrecht nicht auf der Agenda des Kongresses, aber andere kontroverse Themen wurden angesprochen, darunter die staatliche Regulierung der Prostitution und die Doppelmoral in dieser Hinsicht, gleiche Bezahlung für gleiche Arbeit, die Politik der Hausarbeit, staatliche Unterstützung von Müttern, gewerkschaftliche Organisation und der Zusammenhang zwischen Krieg und Frauenunterdrückung. In der Schlussresolution forderten die Kongressteilnehmer und -teilnehmerinnen die absolute Gleichheit der zwei Geschlechter («l'égalité absolue des deux sexes»).
Eine dauerhafte internationale Kooperation wurde geplant. Dafür wurde ein in Paris verortetes Komitee vorgeschlagen, das unter anderem aus den Amerikanerinnen Julia Ward Howe, Lucy Stone, Elizabeth Cady Stanton, Susan B. Anthony und dem Amerikaner Theodore Stanton bestehen sollte. Wegen der Instabilität der Dritten Republik wurde dieser Plan nicht verwirklicht, aber die Idee einer internationalen feministischen Organisation überdauerte und wurde schließlich 1888 mit dem International Council of Women realisiert.

Kongressteilnehmerinnen und -teilnehmer
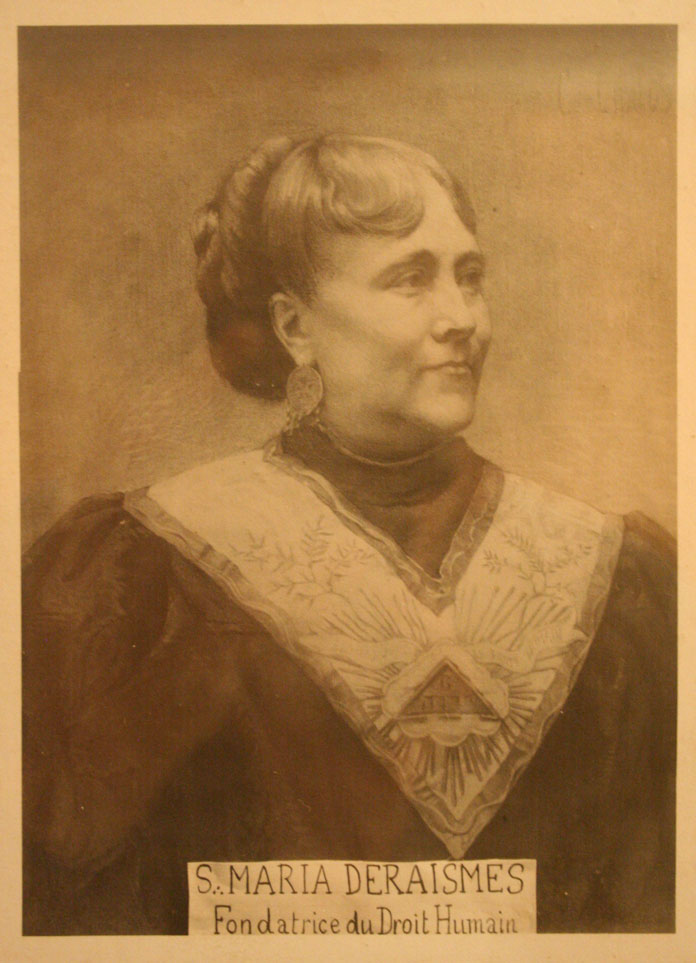
Maria Deraismes
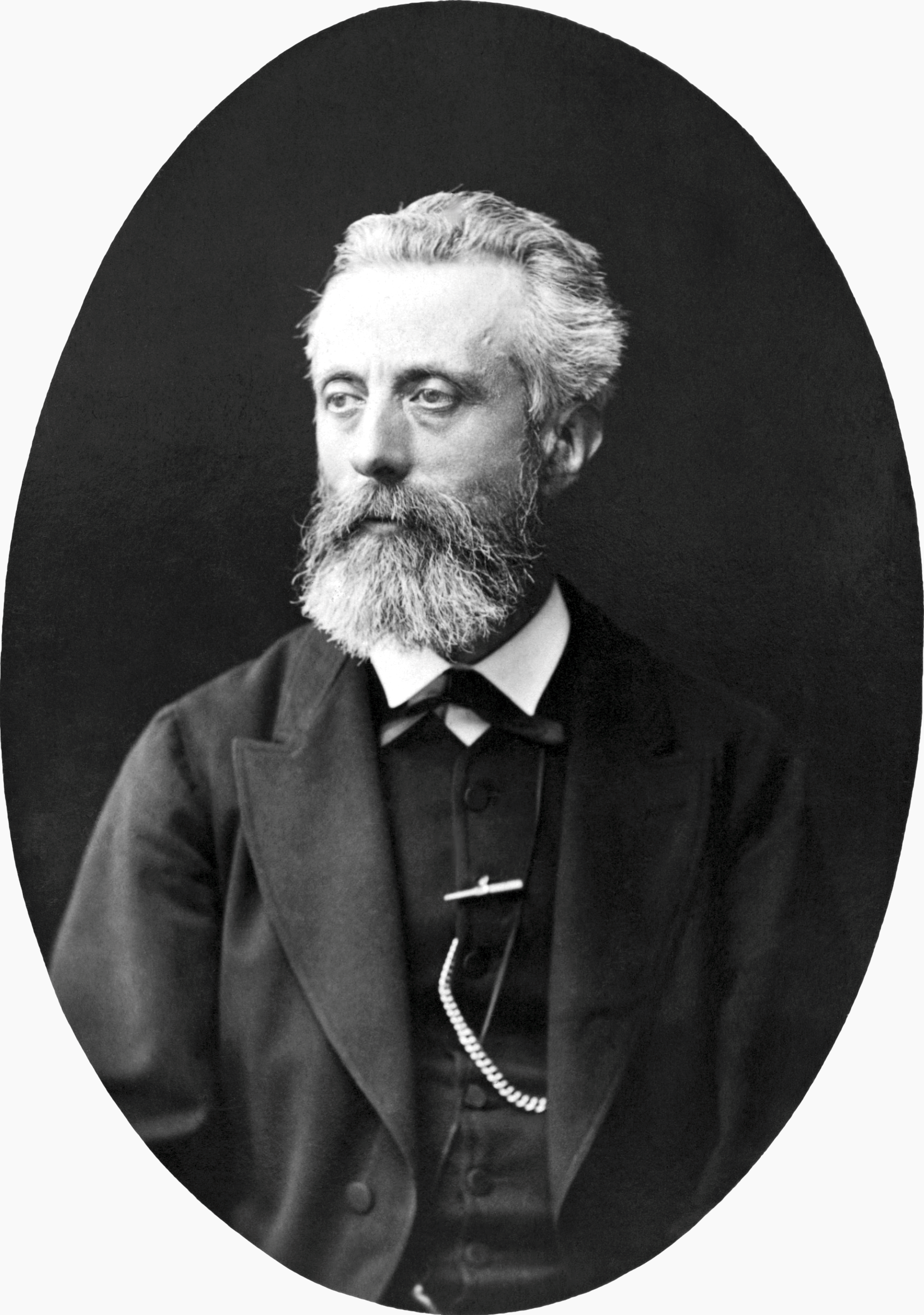
Léon Richer
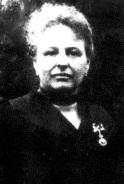
Anna Maria Mozzoni
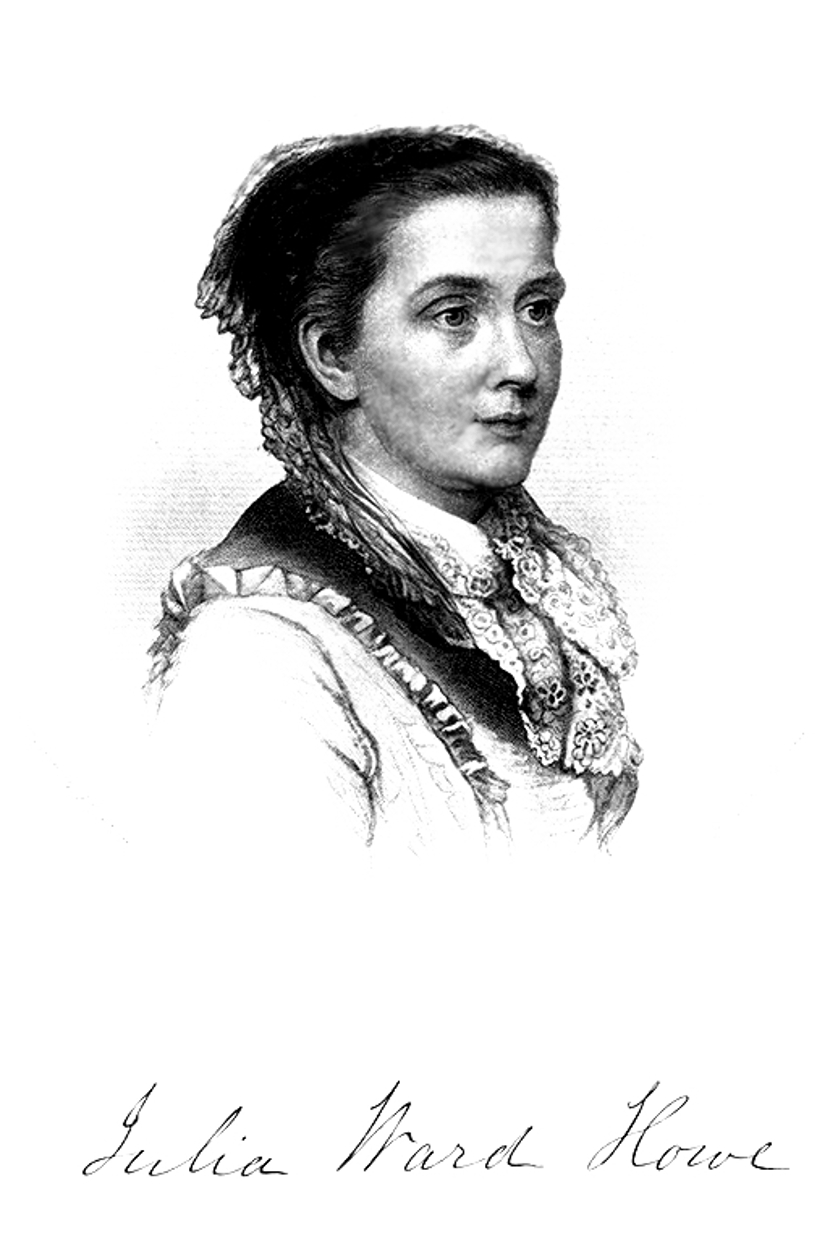
Julia Ward Howe
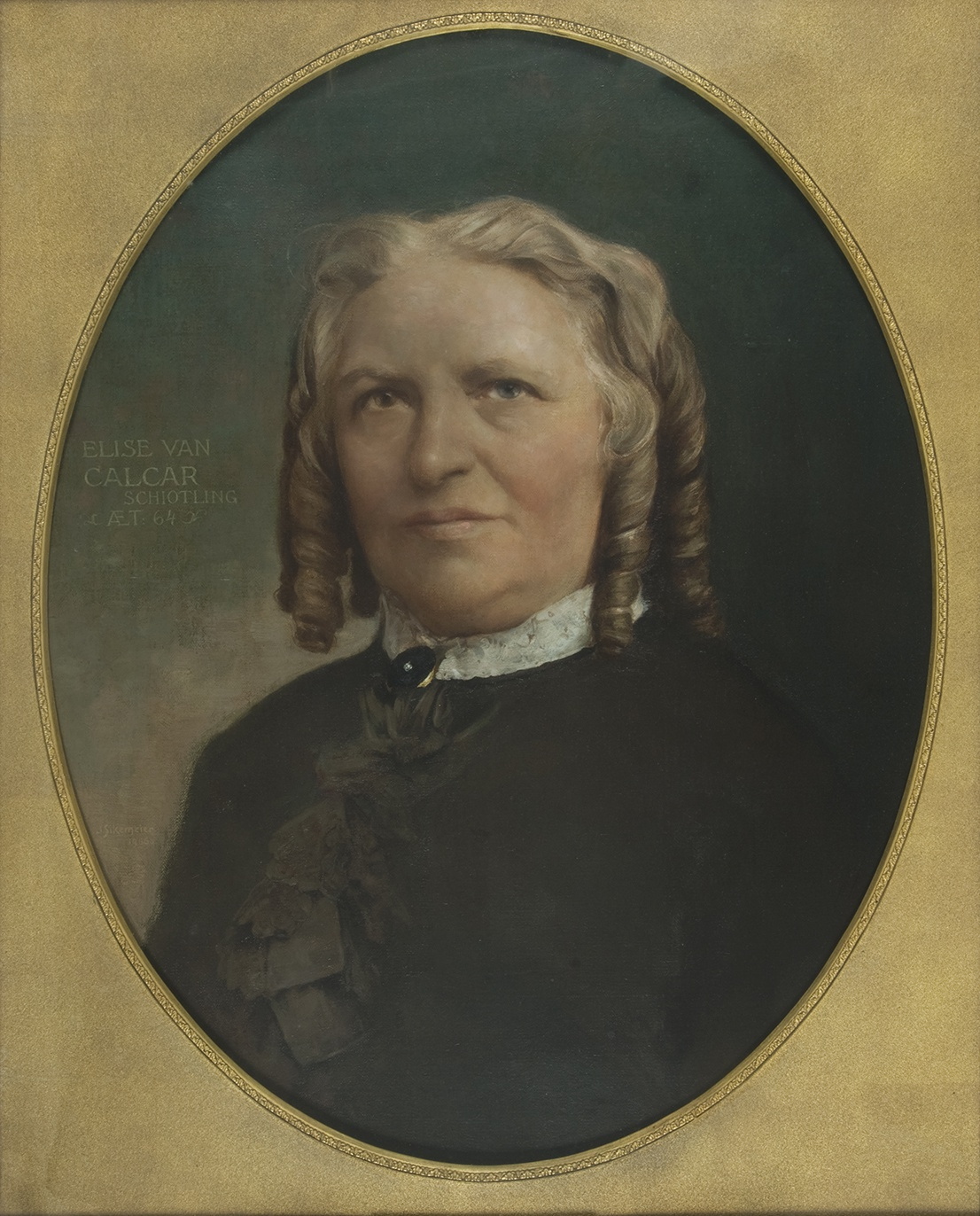
Elise van Calcar
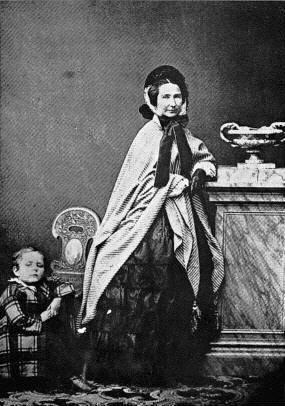
Maria Goegg

## Wirkung
Der veröffentlichte Kongressband fand eine große Verbreitung und wurde zu einer historischen Referenz für spätere Generationen. Der Austausch während des Kongresses hatte verdeutlicht, dass die organisatorische Dynamik des Kampfes um die Frauenemanzipation international nicht mehr bei den Französinnen lag. Die amerikanischen Frauenrechtlerinnen entwickelten sich zu den international führenden Aktivistinnen.
Nach dem Kongress führte Theodore Stanton eine Erhebung zum Status der Frauen in Europa durch. Dazu sammelte er ab 1880 Material, das er 1884 unter dem Titel The Woman Question in Europe: A Series of Original Essays veröffentlichte. Etliche der Beitragenden hatten an dem Kongress von 1878 teilgenommen.